# 614 v. Chr.
Portal Geschichte | Portal Biografien | Aktuelle Ereignisse | Jahreskalender | Tagesartikel

◄ |
8. Jahrhundert v. Chr. |
7. Jahrhundert v. Chr. |
6. Jahrhundert v. Chr. |
►

◄ | 630er v. Chr. | 620er v. Chr. | 610er v. Chr. | 600er v. Chr. |
590er v. Chr. |
►

◄◄ | ◄ | 617 v. Chr. | 616 v. Chr. | 615 v. Chr. | 614 v. Chr. |
613 v. Chr. |
612 v. Chr. |
611 v. Chr. |
► |
►►

## Ereignisse

### Politik und Weltgeschehen
- Der medische König Kyaxares II. erobert und zerstört die ehemalige assyrische Hauptstadt Aššur.

### Wissenschaft und Technik
- 12. Regierungsjahr des babylonischen Königs Nabopolassar (614 bis 613 v. Chr.): Im babylonischen Kalender fällt der Jahresbeginn des 1. Nisannu auf den 16.–17. März[1]; der Vollmond im Nisannu auf den 29.–30. März[1] und der 1. Tašritu auf den 9.–10. September[1].[2]